# Confederação Internacional de Sindicatos Livres
A Confederação Internacional de Sindicatos Livres foi criada em 1949. Possuía 236 associados espalhados em 154 países, englobando 155 milhões de pessoas. Em 2006, fundiu-se com a Confederação Mundial do Trabalho na Confederação Sindical Internacional.